# Klub Literatów Zeppelin
Klub Literatów Zeppelin – istniejący w latach 1995–1999 związany z Zielonogórskim Zagłębiem Kabaretowym zespół autorski pracujący nad tekstami dla zielonogórskich kabaretów oraz piszący scenariusze dla środowiskowej wytwórni filmowej A’Yoy. Powstał na I Mazurskim Lecie Kabaretowym „Mulatka” w Ełku z inicjatywy Władysława Sikory. Do klubu należeli także Grzegorz Halama, Wojciech Kamiński, Dariusz Kamys, Joanna Kołaczkowska, Agnieszka Litwin, Janusz Rewers i Leszek Jenek. W Zeppelinie powstało kilkadziesiąt tekstów, które zostały wykorzystane m.in. w skeczach kabaretów Ciach, Hrabi, Jurki i Potem.